# Caloptilia jasminicola
Caloptilia jasminicola là một loài bướm đêm thuộc họ Gracillariidae. Nó được tìm thấy ở Trung Quốc (Fujian và Guangdong).
Ấu trùng ăn Jasminum sambac. Chúng ăn lá nơi chúng làm tổ.